# خوان نينو
خوان نينو (بالإسبانية: Juan Fernando Niño)‏ هو لاعب كرة قدم كولومبي في مركز الوسط، ولد في 15 يونيو 1990 في بوغوتا في كولومبيا. لعب مع أتليتيكو هويلا.

## وصلات خارجية
- خوان نينو على موقع Soccerway.com (الإنجليزية)
- خوان نينو على موقع AS.com (الإسبانية)